# Candy Box
Candy Box (engl.: Süßigkeitenschachtel) ist ein minimalistisches Computer-Rollenspiel, das 2013 von aniwey entwickelt und veröffentlicht wurde.

## Spielprinzip
Das Programm basiert auf dem Prinzip der Überraschung und Entdeckung. Während des Spielverlaufs werden immer mehr Optionen freigeschaltet. Das Browserspiel wurde mit Hilfe von JavaScript erstellt und benutzt als Darstellungsform ASCII-Art. Die Spielmechanik erinnert an Spiele in Sozialen Netzwerken.
Candy Box teilt einige Merkmale mit gewissen Spielen in diesen Umgebungen: So läuft beispielsweise die Süßigkeitenproduktion (als Ressourcensammlung) auch ohne das Zutun des Spielers weiter. Auch wenn es ohne offizielle Verknüpfung zu diesen Gemeinschaften auskommt, waren laut Leigh Alexander von Gamasutra Soziale Netzwerke wichtig für den Erfolg des Programms. Aufgrund einer nur minimalen Anleitung und Rückmeldung zu Spieleraktionen seien Diskussionen mit anderen Menschen verantwortlich für einen großen Teil des Spielspaßes gewesen; für viele Personen seien sie zudem notwendig gewesen, um überhaupt im Spiel weiterzukommen. Neben der sozialen Komponente nennt Alexander die „stressfreie Zugänglichkeit“ zum Spielprinzip, den „bezaubernden Minimalismus“ und die Kürze als Kernpunkte. Stressfrei, weil praktisch kein Zeitdruck vorhanden sei, und Kürze, da Candy Box nicht den Eindruck vermittele, den Spieler unnötig lange mit sich beschäftigen zu wollen.

## Entwicklung
Der Entwickler, ein unter dem Pseudonym aniwey auftretender Informatikstudent aus Caen, erstellte Candy Box in seiner Freizeit als Programmierübung. Bis zum Ende April 2013 spielten mehr als 20.000 Menschen Candy Box. Im Forum der Website jeuxvideo.com entstanden weitgehende Diskussionen über das Spiel. Anfang Mai wurde das Spiel viral, und die Anzahl der Nutzer vervielfachte sich innerhalb einer Woche auf 450.000. Am 4. September 2013 existierten rund 1,2 Millionen Spielstände.
Am 24. Oktober 2013 wurde Candy Box 2 veröffentlicht. Neben zahlreichen neuen Rollenspiel-Elementen gibt es auch erstmals eine deutsche Sprachausgabe.

## Rezeption
Das US-amerikanische PC Magazine vergibt an das Spiel 4 von 5 Sternen, bewertete es als „einzigartig und unterhaltsam“ (“Unique and entertaining”) und „süchtig machend“ (“Addictive”). Die Zeitschrift sieht als Vorteile die überraschende Tiefe („Surprising depth“) und die „Einfachheit der Form kombiniert mit zunehmend komplexer Mechanik“ (“Simplicity of form combined with increasingly complex mechanics”).
Kotaku bemerkte, dass die Kombination von ASCII-Graphik, Rollenspielelementen und Ressourcenmanagement bei Candy Box Hunderttausende in ihren Bann gezogen habe ("Candy Box’s curious combination of ASCII "graphics," role-playing elements and resource management has caught on with hundreds of thousands").
Nach Mashable „täuscht die bezaubernde ASCII-Kunst über das tiefsinnige Computerspiel hinweg, das schnell zur Sucht führen kann“ ("charming ASCII art style belies a very deep game that can quickly get addictive").
Carsten Görig von Spiegel Online beurteilt das Computerspiel folgendermaßen: „Das Spiel kommt mit einer mehr als simplen Grafik aus und besticht durch den magischen Glauben daran, es könnte ja doch noch etwas Spannendes passieren. [...] Und in "Candy Box!" gibt es diese [Überraschung] immer wieder. Von einem simplen Entscheidungsspiel – Bonbons essen oder wegwerfen – wird es zu etwas viel größerem.“